# 1. liga 1999-2000
L'edizione 1999-2000 della 1. liga vide la vittoria finale dello Sparta Praga, che si appose sul petto la terza stella per il suo 30º titolo nazionale.
Capocannoniere del torneo fu Vratislav Lokvenc (Sparta Praga), con 21 reti.

## Avvenimenti
Lo Slavia Praga coglie due vittorie nelle prime due partite raggiungendo la prima posizione. I biancorossi vanno in fuga collezionando 61 punti in 23 incontri: l'unica squadra che riesce a reggere il ritmo della capolista è lo Sparta Praga che, dopo aver perso il derby d'andata 2-1, ha 4 lunghezze di svantaggio dai rivali. Alla ventitreesima giornata il Žižkov riapre il campionato battendo la capolista 3-1: lo Sparta vince è va a -1. Lo Slavia non riesce a riprendersi dal colpo e nonostante una facile vittoria sull'Opava, rimedia un pareggio a reti bianche a Jablonec, risultato che gli costa il primo posto a quattro giornate dalla fine. L'ultima occasione per riaprire il campionato è vincere il derby contro lo Sparta Praga a due turni dalla fine: i granata si assicurano il titolo vincendo con un netto 5-1.

## Classifica finale
|     | Classifica       | G  | V  | N  | P  | GF | GS | Pt |
| --- | ---------------- | -- | -- | -- | -- | -- | -- | -- |
| 1.  | Sparta Praga     | 30 | 24 | 4  | 2  | 81 | 23 | 76 |
| 2.  | Slavia Praga     | 30 | 21 | 5  | 4  | 53 | 25 | 68 |
| 3.  | Petra Drnovice   | 30 | 14 | 6  | 10 | 36 | 32 | 48 |
| 4.  | Boby Brno        | 30 | 12 | 6  | 12 | 35 | 33 | 42 |
| 5.  | Teplice          | 30 | 10 | 11 | 9  | 38 | 38 | 41 |
| 6.  | Dukla Příbram    | 30 | 11 | 7  | 12 | 33 | 36 | 40 |
| 7.  | Bohemians Praga  | 30 | 10 | 10 | 10 | 24 | 28 | 40 |
| 8.  | Slovan Liberec   | 30 | 9  | 11 | 10 | 21 | 24 | 38 |
| 9.  | Viktoria Žižkov  | 30 | 9  | 10 | 11 | 37 | 41 | 37 |
| 10. | Chmel Blšany     | 30 | 10 | 7  | 13 | 28 | 45 | 37 |
| 11. | Baník Ostrava    | 30 | 8  | 11 | 11 | 43 | 45 | 35 |
| 12. | Sigma Olomouc    | 30 | 7  | 13 | 10 | 31 | 38 | 34 |
| 13. | Jablonec         | 30 | 7  | 11 | 12 | 24 | 36 | 32 |
| 14. | České Budějovice | 30 | 9  | 5  | 16 | 34 | 49 | 32 |
| 15. | Opava            | 30 | 6  | 10 | 14 | 31 | 39 | 28 |
| 16. | Hradec Králové   | 30 | 4  | 11 | 15 | 21 | 38 | 23 |

### Verdetti
- Sparta Praga Campione della Repubblica Ceca 1999-2000.
- Opava e Hradec Králové retrocesse in Druhá liga.

## Statistiche e record

### Classifica marcatori
| Gol |  |  | Giocatore         | Squadra                         |
| --- |  |  | ----------------- | ------------------------------- |
| 21  |  |  | Vratislav Lokvenc | Sparta Praga                    |
| 16  |  |  | Marek Kincl       | Slovan Liberec/ Viktoria Žižkov |
| 13  |  |  | Stanislav Vlček   | Sigma Olomouc                   |
| 11  |  |  | Vítězslav Tuma    | Petra Drnovice                  |
| 11  |  |  | Tomáš Janda       | Dyn. Č. Budějovice              |
| 11  |  |  | Tomáš Došek       | Slavia Praga                    |
| 11  |  |  | Horst Siegl       | Sparta Praga                    |

### Capoliste solitarie
- Dalla 2ª alla 26ª giornata:  Slavia Praga
- Dalla 27ª alla 30ª giornata:  Sparta Praga

### Record
- Maggior numero di vittorie:  Sparta Praga (24)
- Minor numero di sconfitte:  Sparta Praga (2)
- Migliore attacco:  Sparta Praga (81 gol fatti)
- Miglior difesa:  Sparta Praga (23 gol subiti)
- Miglior differenza reti:  Sparta Praga (+58)
- Maggior numero di pareggi:  Sigma Olomouc (13)
- Minor numero di pareggi:  Sparta Praga (4)
- Minor numero di vittorie:  Hradec Králové (4)
- Maggior numero di sconfitte:  Dyn. Č. Budějovice (16)
- Peggiore attacco:  Hradec Králové (21 gol fatti)
- Peggior difesa:  Dyn. Č. Budějovice (49 gol subiti)
- Peggior differenza reti:  Chmel Blšany e  Hradec Králové (-17)